# Museo Arqueológico de Mesenia
El Museo Arqueológico de Mesenia es un museo de Grecia ubicado en la ciudad de Kalamata.
Se encuentra en un edificio ubicado en el lugar donde anteriormente estaba el mercado municipal. Ese edificio anterior fue demolido tras los daños que sufrió en el terremoto que tuvo lugar en 1986. El nuevo edificio que se construyó en su lugar es el que alberga el museo arqueológico.

## Colecciones
La exposición muestra la historia de la región de Mesenia desde la prehistoria a la época bizantina.
Las colecciones del museo se hallan organizadas en cuatro áreas geográficas, que corresponden a Kalamata, Mesene, Pilia y Trifilia. Una especie de camino que recuerda el flujo del río Pamiso, que recorre gran parte de Mesenia, es el símbolo que se emplea para seguir el recorrido de la exposición.

### Kalamata
El sector de Kalamata contiene algunos hallazgos de las antiguas ciudades de Tálamas, Cardámila y Leuctro. Más importantes son las estatuillas votivas —entre ellas puede destacarse una con forma de sirena— procedentes del santuario de Artemisa Limnátide, que se encontraba en la actual Vólimnos. Por otra parte, hay piezas de la antigua ciudad de Turia, que fue un importante centro en época clásica. En el área de esta ciudad también se encontraron tumbas del periodo Heládico Medio en Kastrulia y de época micénica entre los que destaca una gran tumba abovedada de Antheia con un importante ajuar que incluye piezas, de diferentes épocas, de cerámica, de marfil, figurillas antropomórficas, relieves votivos y joyas de oro. Entre estas últimas destaca un anillo de sello de oro que se ha fechado hacia el siglo XVI-XV a. C. en el que se representa probablemente a dos divinidades en un carro tirado por grifos. En el entorno de Kalamata se encuentran restos de un santuario de Poseidón encontrados en Akovítika que floreció en los periodos arcaico y clásico entre los que destaca una figurilla votiva de un hipocampo. También hay algunos restos de templos y fortalezas de las épocas bizantina y franca de Kalamata. Otros hallazgos de época bizantina proceden de otros asentamientos de la zona.

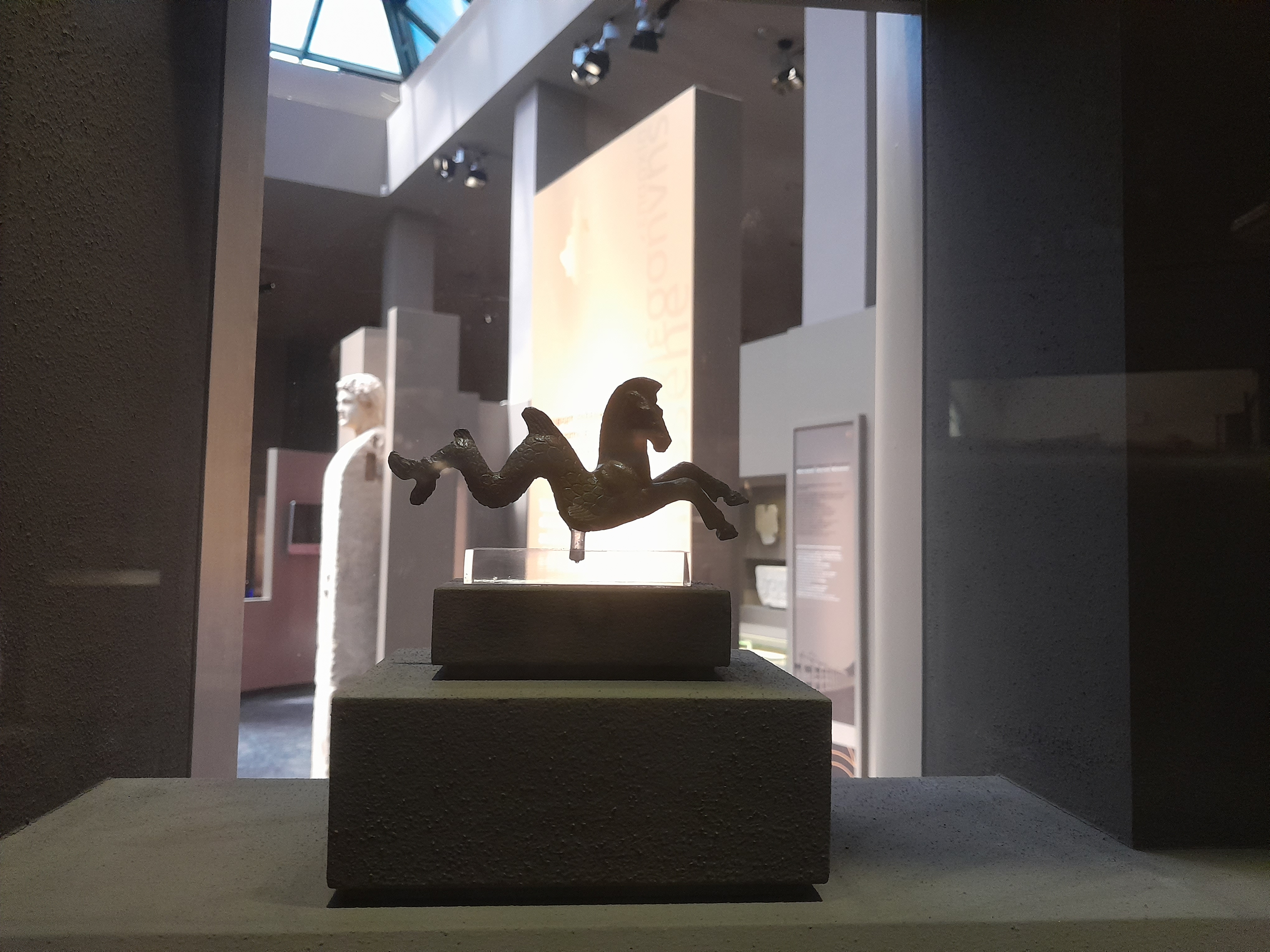
Figurilla que representa un hipocampo

### Trifilia
El sector de Trilifia incluye piezas procedentes del área de influencia del palacio de Néstor, del periodo micénico, entre las que se encuentran piezas de cerámica y ajuar funerario procedentes de las tumbas de Rutsi —entre los que destaca una espada del siglo XVII a. C.—, Volimidia, Kato Ruga, Psari, Jalkiá y Ampelofito. También hay piezas que proceden del yacimiento de Malthi, que tuvo un asentamiento en los periodos Heládico Medio y micénico. Entre las piezas de Malthi destaca una figurilla de esteatita neolítica que fue usada como colgante. Otros objetos proceden de otra tumba del Heládico Medio hallada en Pirgos de Trifilia (no confundir con Pirgos de Élide); mientras que del neolítico tardío hay también algunas piezas de cerámica que se hallaron en la cueva de Kufieros. Por otra parte se encuentran objetos de los periodos helenístico, romano y bizantino procedentes de la antigua ciudad de Ciparisia, que luego se llamó Arkadia. También hay piezas del periodo micénico procedentes del yacimiento arqueológico de Peristeriá, entre las que destaca una copa de oro; en su entorno se desarrolló el asentamiento de Cristianúpolis en época medieval, donde se sitúa una importante iglesia bizantina. De una casa de época arcaica proceden piezas procedentes de Kopanaki.

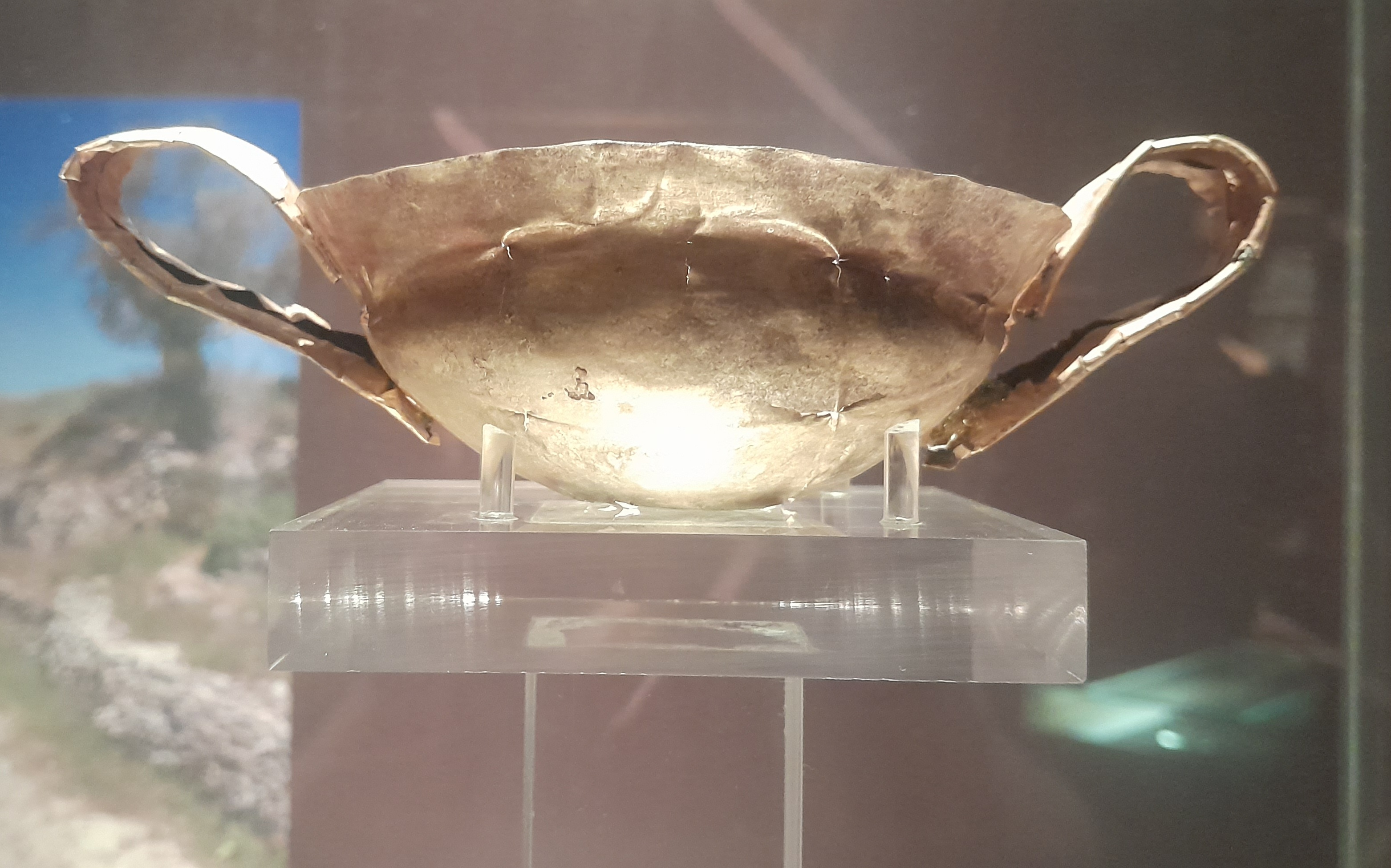
La copa de oro de Peristeriá

### Mesene
El sector de Mesene muestra hallazgos relacionados con la antigua ciudad de Mesene, como monedas, una herma con una inscripción, piezas procedentes de primitivas iglesias cristianas y objetos procedentes de una necrópolis de la zona. En el área también hay restos micénicos de tumbas en Mádena, Diodia y Aristomenis. Hay también una inscripción cristiana del área de la antigua Andania, figurillas de bronce de animales que fueron ofrendadas en un santuario del área de Mila, y un mosaico de época romana procedente de Desillas.

### Pilia
El sector de Pilia contiene hallazgos prehistóricos de la bahía de Voidokiliá, restos del periodo micénico procedentes del importante asentamiento de Nijoria —entre los que pueden destacarse sellos, un collar de oro, pesas de telar, vasijas metálicas, una figurilla de bronce con forma de animal cuya base sirvió de sello y una espada doblada intencionadamente— y de tumbas de Tragana, Pila, Platanovrisi, Sulinari y Kukunara. Del periodo helenístico hay hallazgos procedentes de la necrópolis de Divari y de Tsopani Raji. Por otra parte se encuentran los hallazgos de la antigua ciudad de Koroni entre los que destaca un gran mosaico procedente de Jarakopió y piezas de arte y monedas procedentes de la época de los primitivos cristianos. Algunos otros hallazgos proceden de los periodos de dominio de los francos y de los venecianos, de las áreas de Koroni y de la antigua Metone, entre los que destaca un tesoro de monedas venecianas que pertenecen en torno al año 1400.

### Unidades temáticas
Además, hay diez unidades temáticas diferenciadas, que cubren aspectos destacados en la organización política y cultural de la región. Estos son: el reino del palacio de Néstor; los micénicos de Trifilia; un centro micénico en el golfo de Mesenia; Pylia bajo dominio veneciano; la capital del estado independiente de Mesene al pie del monte Itome; san Nicón el Metanoíta y Mesenia; el Mani Exterior de la frontera de Mesenia-Laconia; Turia, una ciudad habitada por periecos; Mani y el Despotado de Morea y la casa de Villehardouin y Mesenia.